# Аннамарія
Аннамарія — офшорне газове родовище у Адріатичному морі на межі економічних зон Хорватії та Італії.

## Загальний опис
Родовище відкрили у 1979 році в районі з глибиною моря біля 60 метрів та у шести десятках кілометрів від узбережжя Хорватії. Поклади пов'язані з пісковиками епохи плейстоцену, а запаси та ресурси станом на початок розробки оцінювались у 10 млрд м3.
Розробку Аннамарії здійснюють спільно на паритетних засадах хорватська нафтогазова компанія INA та італійська Eni. Видобуток розпочався в 2009 році через шість свердловин, під'єднаних до двох платформ Annamaria A та Annamaria В, де змонтоване обладнання первинної підготовки газу. Перша має опорну основ («джекет») вагою 1160 тонн та надбудову з обладнанням («топсайд») у 1810 тонн. Загальна ж вага платформи з урахуванням паль та інших елементів сягнула 4811 тонн. У Annamaria В «джекет» та «топсайд» важили 1020 та 1800 тонн відповідно. Встановлення платформ виконав плавучий кран великої вантажопідйомності Rambiz.
Між собою платформи сполучені трубопроводом довжиною 5,1 км та діаметром 400 мм. Видача продукції може здійснюватись одразу у двох напрямках:
- від Annamaria A через газопровід довжиною 9,6 км та діаметром 400 мм до платформи Ika A на родовищі Іка, від якої через родовища Іда та Івана до берегового приймального терміналу в Пулі;

- від Annamaria В через родовища італійського сектору Бренда та Безіл до розташованого за 70 км газопереробного заводу Фано.

Видобуток почався з рівня у 0,8 млн м3 на добу та, як очікувалось, згодом мав подвоїтись.